# Arriba mi gente
Arriba mi gente (abreviado y estilizado como AMG) es un magacín matutino peruano transmitido por la televisora Latina Televisión, cuya sinopsis es de formato informativo que redacta los acontecimientos de la actualidad en el Perú.
Está bajo la conducción de Santi Lesmes, Maju Mantilla y Fernando Díaz.

## Historia
Arriba mi gente comenzó sus transmisiones el 25 de abril de 2022, en reemplazo del extinto programa Mujeres al mando, bajo el formato de magacín informativo. Se inició bajo la conducción de los periodistas Mathias Brivio, Karina Borrero y las celebridades del espectáculo local Gianella Neyra y Santi Lesmes. En el primer programa, contó como invitado especial al futbolista Gianluca Lapadula, y compitió contra los programas América hoy de América Televisión y Préndete de Panamericana Televisión en su horario.
A finales de año, Neyra y Brivio se retiran del formato para continuar con sus otros proyectos televisivos, siendo reemplazados por el periodista Fernando Díaz y la exreina de belleza Maju Mantilla en el año 2023, mientras que Lesmes y Borrero se mantienen en la conducción. Seguidamente, se comenzaría a invitar a diferentes celebridades de Internet internacionales, siendo uno de ellos, el mexicano Kunno, así como también a figuras nacionales como Marco Zunino.
En ese año se sumaría al programa el presentador Ricardo Rondón, en el cual más tarde, estrenaría su propia secuencia de cocina bajo el nombre de Tolón tolón.
Gracias al éxito del formato, el programa obtiene la nominación a los Premios Luces en 2022 en la categoría «Mejor programa de entretenimiento» pero sin conseguir el trofeo, sin embargo, recibe el galardón de «Programa revelación 2023» por parte de la Asociación Peruana de Empresarios.
Sin embargo, según el portal El Rating Manda, alcanzó los bajos índices de audiencia en los meses de octubre y noviembre de 2023. Tras lo sucedido, la presentadora Janet Barboza señaló que Arriba mi gente «no es competencia» de su programa América hoy, afirmando que los números de televidentes están conforme. Durante la emisión de su espacio Magaly TV, la firme; Magaly Medina opinó sobre el tema, señalando que la baja audiencia y la cantidad de conductores perjudica al programa. Pese a ello, se convirtió en el favorito de los televidentes, debido a la calidad del formato a diferencia de sus otros derivados.
En marzo de 2024, Karina Borrero anuncia su salida del programa. Al mes siguiente, Neyra y Borrero fueron invitadas en una edición especial junto al jurado de El gran chef famosos.

## Presentadores

### Actuales
- Santi Lesmes (2022-presente)
- Maju Mantilla (2023-presente)
- Fernando Díaz (2023-presente)

### Anteriores
- Mathías Brivio (2022-2023)
- Gianella Neyra (2022-2023)[19]
- Karina Borrero (2022-2024)[20]
- Giovanna Castro (2023)

### Colaboradores
- Don Pedrito (2023-2024), segmento de cocina.

## Reporteros
- Rob Reyna (2022-presente)
- Fiorella Roldán (2022-presente)
- Romina Caballero (2022-2023)
- Jorge Solari (2023-presente)

## Premios y nominaciones
| Año  | Premio                                          | Categoría                         | Resultado | Ref.   |
| ---- | ----------------------------------------------- | --------------------------------- | --------- | ------ |
| 2022 | Premios Luces de El Comercio                    | Mejor programa de entretenimiento | Nominado  | [ 10 ] |
| 2023 | Premios de la Asociación Peruana de Empresarios | Programa revelación               | Ganador   | [ 21 ] |
| 2024 | Premios Luces de El Comercio                    | Mejor programa de entretenimiento | Nominado  | [ 22 ] |